# Lalaloopsy
Lalaloopsy је линија пластичних крпених лутки компаније MGA Entertainment. Првобитно издато 2010. године као Bitty Buttons, име бренда је промењено у Lalaloopsy убрзо након лансирања. Популарност су почели да расту током сезоне празника 2010. Објављене су разне лутке Lalaloopsy, као и неколико видео игара на тему  Lalaloopsy. У новембру 2012. и фебруару 2013, специјалне емисије и ТВ серије Lalaloopsy почеле су да се емитују на Nick jr. и Netflix-у.

## Историја настанка лутке
19. јула 2010, MGA Entertainment најавила је лансирање линије играчака за лутке, Bitty  Buttons (креирала  Amandine Consorti ), са осам 13-инчних оригиналних крпених лутки. Bitty  Buttons су имали ознаку линије "Sew magical! Sew cute!" (Шите магично! Шите слатко!). Сваки лик лутке створен је са измишљеном темом, одражавајући дан на који су шивени, тканину од које су сашивене и њиховог љубимца. Isaac  Larian, извршни директор MGA Entertainment, рекао је: " Bitty Buttons су дизајнирани да науче децу да су сви јединствени на свој посебан начин. Нови бренд промовише идеју да старе ствари могу поново постати нове, све се може пренаменити и ништа не сме никада бацити". Према саопштењима за штампу компаније, лутке су „дизајниране да подстичу дететову машту и креативност“ и „предају важне животне лекције попут разноликости, индивидуалности и идеје да све заслужује други живот“. По изласку, оригиналних осам лутака биле су: Crumbs Sugar Cookie, Jewel Sparkles, Peanut  Big Top, Bea Spells-a-Lot, Mittens Fluff 'N' Stuff, Dot Starlight, Pillow  Featherbed и Spot Splatter Splash.
Лутке су се убрзо након лансирања промениле из „Bitty Buttons“ у „Lalaloopsy “. У новембру 2010. линија играчака  Lalaloopsy  победила је у категорији  „Велика лутка“ на наградама  People's Play Awards, а сутрадан је приказана у америчком телевизијском програму Live with Regis and  Kelly. Оригиналне лутке  Lalaloopsy - CBS's The  Early Show у новембру 2010. описао је као „најтоплију играчку сезоне“, а  MSNBC  их је назвао „this year’s Tickle  Me Elmo“. The New  York Post их је описао као „Стварање хистерије налик на купус-закрпу међу купцима празника“.
21. децембра 2010. године лутке  Lalaloopsy  биле су на првом месту „Google-ових најтоплијих празничних претрага на интернету“. Према google-вим претрагама лутки  Lalaloopsy  повећане су за 20% од почетка децембра. 13. фебруара 2011. Додана су три нова лика: Patch Treasurechest, Blossom Flowerpot и  Tippy Tumblelina  у постојећу линију од 8. Такође је најављено да ће компанија проширити линију играчака тако да укључује нове мини верзије лутки, као и издања за ДВД, које је објављено у пролеће 2012.

## Наставак развоја бренда
Створене су додатне мини-серије, као и ексклузивне лутке на тему празника, које су се могле наћи само у одређеним малопродајним продавницама. 28. јуна 2011. додата су три нова лика: Marina Anchors, Sahara Mirag и  Misty Mysterious, као и додатни комплети за игру. Најављен је и развој Нинтендо ДС наслова, чији је званични датум изласка 6. новембар 2011. Свака игра долазила је са једном од четири мини лутке. 16. новембра 2011. MGA Entertainment је саопштила да је новостворена лутка медицинска сестра Rosy Bumps ‘N’ Bruises је донирана за више од 1.000 акција донирања крви у болницама Црвеног крста широм земље да би помогла у подизању свести. Следећег дана MGA Entertainment забава најавила је стварање 5 вебодиза који ће бити представљени на Teletoon-у и да ће будућа ажурирања бити постављена на  Facebook страници  Lalaloopsy. У децембру 2011. MGA Entertainment  почео је да оглашава Лалалоопси микро фигурица. Свака је отприлике 3 центиметра (1,2 инча) са главом која се може уклонити и поставити на друга тела. МГА је наставио да додаје додатне знакове линији играчака Лалалоопси. Од септембра 2016. има више од 100 знакова. Главна линија играчака укључује 13-инчне лутке, мини серију и разне мини-комплете за играње и плишане лутке, као и  Lalaloopsy Littles, мању браћу и сестре од 13-инчних лутки. Издвојени производ познат под називом „Lala-Oopsies“ изашао је крајем 2012. Краткотрајна линија представљала је љигаве лутке принцезе и сирене од пене, као и пластичне Mini Lala-Oopsies. 2013. године добили су директан ДВД филм под “Lala-Oopsies: A Sew  Magical Tale”. Линија је прекинута исте године. У јулу 2015. додата је линија под називом "Super Silly Party“, која садржи одабране класичне ликове радикално преновљеног изгледа. Ликови су поново преправљени, али овог пута је поново покренута читава линија када је емисија „Ми смо Lalaloopsy“ премијерно приказана на Netflix-у.2017. Последње издање у обновљеној линији била је серија 4 Мистери Минис-а која је објављена 2018. године.